# Panther (cykel)
Panther är ett tyskt cykelmärke. 
Ursprungligen så hette tillverkaren Panther Fahrradwerke Magdeburg och etablerades 1896. På den tiden var cykeln ansedd som en lyxvara och tillverkades av skickliga hantverkare med stort sinne för detaljer. 1907 bildades Pantherwerke AG i Braunschweig genom sammanslagning av Fahrradwerke AG i Braunschweig och Pantherwerke i Magdeburg. Så tidigt som 1930 byttes nickel ut mot krom i pläteringen. 1962 köptes företaget av Richard Schminke(Schminke-werke) och leds idag av sonen Michael. Idag finns huvudkontoret för Pantherwerke AG i Löhne(Westfahlen). Företaget har numera även fler fabriker i Europa. Panther fanns även som märke i Sverige men tillverkades då i Stockholm av John (Pelle) Pettersson på Stora Nygatan 20, nu Gamla Stans Cykel.